# Auestadion (Wesel)
Das Auestadion (durch Sponsoringvertrag: RWE Auestadion) ist ein Fußballstadion mit Leichtathletikanlage in der nordrhein-westfälischen Hansestadt Wesel am unteren Niederrhein. Die 1990 eröffnete Sportstätte liegt nordwestlich des Stadtzentrums und bietet den Besuchern 5.000 Plätze. Zum Gelände gehört auch eine Rollkunstlaufanlage.

## Lage
Das Auestadion liegt am Rand der Weseler Aue und des Auesees. Es liegt rund eineinhalb Kilometer Luftlinie nordwestlich des Stadtzentrums, das sich auf der anderen Seite der Bundesstraße 8 befindet. Etwa einen Kilometer südlich der Anlage verläuft der Rhein und dazwischen liegt der Flugplatz Wesel-Römerwardt. Die Zufahrt zum Stadion ist der direkt an der Anlage vorbeiführende Auedamm, zudem ist es über einen nicht für Kraftfahrzeuge freigegebenen Deich zu erreichen.

## Geschichte
Die 1963 begonnene Auskiesung des Auesees ging mit einer verstärkten Nutzung des Gebiets westlich der B 8 für verschiedene Aktivitäten einher. Schon einige Jahre zuvor waren der Flugplatz Römerwardt und ein Yachthafen entstanden. Neben der Erschließung des Auesees für Freizeitzwecke wurde das Auestadion als Sportstätte geplant und 1990 eröffnet. Im Jahr der Eröffnung verlegte der zuvor in der Innenstadt beheimatete Weseler Spielverein die Spielstätte seiner Fußballmannschaft in das neue Stadion. Das Auestadion war jedoch auch für die Leichtathletik geplant, hatte eine Kunststoffbahn um den Fußballplatz herum. 2005 wurde auf der Anlage abseits des Hauptplatzes eine Leichtathletikhalle fertiggestellt. Im Sommer 2011 wurde das Stadion modernisiert und die Kunststoffbahn auf acht Laufbahnen erweitert. Zusätzlich wurde eine Flutlichtanlage installiert.
Im November 2010 erwarb das Energieversorgungsunternehmen RWE die Namensrechte am Auestadion. Seitdem trägt die Sportstätte den Namen RWE Auestadion.

## Nutzung
Das Auestadion ist Landesleistungsstützpunkt für Leichtathletik und verfügt über verschiedene Sportanlagen abseits des Hauptplatzes, darunter die Leichtathletikhalle und eine Rollschuhbahn. Es wird vom Leichtathletikverein Weseler TV genutzt und ist der Austragungsort diverser Leichtathletikveranstaltungen, bei denen es sich teilweise um deutsche Meisterschaften in bestimmten Disziplinen bzw. Wettkampfklassen handelt. Es finden jedoch auch Veranstaltungen im Breitensport statt, darunter der jährlich ausgetragene „Dreiwiesellauf“. Zudem ist das Stadion die Heimspielstätte des Fußballvereins Weseler SV. Im September 2006 war es Austragungsort des Spiels um Platz 7 der Fußball-Weltmeisterschaft 2006 der Menschen mit Behinderung. Da die englische Mannschaft nicht mehr antrat, bestritt Frankreich ein Freundschaftsspiel gegen eine niederrheinische Auswahlmannschaft.